# Sempajaya
Sempajaya is een bestuurslaag in het regentschap Karo van de provincie Noord-Sumatra, Indonesië. Sempajaya telt 6851 inwoners (volkstelling 2010).